# Annotea
Annotea является RDF-стандартом, поддерживаемым консорциумом Всемирной паутины (W3C) и направленным на улучшение совместной работы с документами с помощью общих метаданных на основе тегов, закладок, а также комментариев.
Метаданные включают в себя:
- Ключевые слова
- Комментарии
- Примечания
- Пояснения
- Ошибки
- Исправления

Annotea является расширяемым стандартом и предназначен для работы с другими стандартами W3C, когда это возможно. Например, Annotea использует RDF Schema для описания аннотации как метаданных и XPointer для размещения аннотаций в аннотированном документе. Аналогичным закладки схема описывает закладку и темы метаданных.
Annotea является частью усилий W3C по внедрению Семантической паутины.
Пример реализации Annotea является редактор/браузер Amaya консорциума W3C. Другие проекты состоит из плагинов для Firefox/Mozilla или клиент Annotatio, который взаимодействует с большинством браузеров с помощью JavaScript.